# Музей при Ярославском естественно-историческом обществе
Музей при Ярославском естественно-историческом обществе — первый музей Ярославля, основан в 1865 году; предтеча Естественно-исторического отдела (Отдела природы) Ярославского музея-заповедника.

## История
21 ноября (3 декабря) 1864 года в Ярославле по инициативе профессора естественной истории Демидовского лицея А. С. Петровского было основано Общество для естественно-исторического исследования Ярославской губернии — одно из первых подобных. Среди его целей было создание музея местной природы. Несмотря на скептическое отношение к этой затее большинства образованных жителей губернии, не веривших в успешность в условиях провинции, благодаря неутомимой деятельности некоторых членов Общества идея встретила сочувствие среди ярославцев — экземпляры для музея приносили представители всех классов, полов и возрастов.
Презентация коллекции состоялась уже 12 (24) января 1865 года. При поддержке благотворителей музей, задуманный как научный и профессиональный, уже через полтора года был открыт для публики. В августе 1866 года музей посетили цесаревич Александр Александрович и великий князь Владимир Александрович, пожертвовавшие средства на развитие. Ярославский губернский статистический комитет профинансировал геологическую экспедицию. Московское общество испытателей природы подарило полное собрание всех своих изданий для музейной библиотеки.
К осени 1868 года музей располагал по ботанической коллекции: гербарий ярославской флоры в 680 видов, гербарий петербургской флоры в 500 видов, гербарий московской флоры в 500 видов, гербарий швейцарских растений в 490 видов, коллекция иноземных папоротников, растущих в теплицах купца Пастухова, в 70 видов, коллекция плодов и семян дикорастущих растений Ярославской губернии в 300 видов, коллекция грибов в 190 видов. По зоологическим коллекциям: коллекция чучел птиц Ярославской губернии в 500 экземпляров, коллекция птиц других губерний в виде отпрепарированных шкур в 120 экземпляров, начало коллекции ярославских млекопитающих в 36 экземпляров, коллекция гнёзд и яиц птиц европейской России (преимущественно Ярославской губернии) в 360 номеров, коллекция насекомых около 1200 видов, начало коллекции превращений насекомых, жилищ их и вредных насекомых, коллекция ярославских рыб, пресмыкающихся и земноводных около 400 экземпляров, коллекция ярославских моллюсков в 75 видов и коллекция эмбриологических препаратов в 80 номеров. По минералогическим и геологическим коллекциям; минералогическая учебная коллекция в 700 экземпляров и геологическая коллекция из окаменелостей, попадающихся в дилювиальных наносах Ярославской губернии и юрской формации берегов Волги в Ярославской губернии. При музее общество устроило небольшую библиотеку в 900 томов, пожертвованиями членов и посторонних лиц.
Располагался музей в здании Ярославской мужской гимназии. Когда в 1880 году гимназия переехала в новое здание, он переместился во флигель во дворе губернского земства и был открыт для постоянных посещений.
Музей представлял собой картину природы Ярославской губернии. Растения, животные, окаменелости были собраны в её пределах. Минеральный кабинет был не ярославский, но зато благодаря ему можно было определить всякий минерал, найденный в местной почве.
В 1901 году Общество было переименовано в Ярославское естественно-историческое, был принят новый устав, расширены задачи. В то время в Ярославле действовали энтомологи Н. Р. Кокуев (1848—1914), Н. Н. Ширяев, А. И. Яковлев (1863—1909), А. В. Шестаков (1890—1933); благодаря им Ярославль стал энтомологическим центром, здесь даже начал издаваться журнал «Русское энтомологическое обозрение». Музей же получил обширную коллекцию насекомых.
В начале XX века музей имел отделы сельскохозяйственного естествознания, млекопитающих и птиц, сравнительноанатомический, энтомологический, ботанический, геологический, пресноводной и морской фауны. Играл важную роль в улучшении преподавания естествознания в городских учебных заведениях.
В 1924 году на базе коллекций музея «Общества для естественно-исторического исследования Ярославской губернии», Древлехранилища Ярославской губернской учёной архивной комиссии, Музея древнерусского искусства и научной библиотеки был создан Ярославский государственный музей (ныне Ярославский государственный историко-архитектурный и художественный музей-заповедник).